# Camptopoeum longicephalum
Camptopoeum longicephalum är en biart som först beskrevs av Warncke 1987.  Camptopoeum longicephalum ingår i släktet Camptopoeum och familjen grävbin. Inga underarter finns listade.